# 克朗島 (南極洲)
克朗島（英語：Klung Island）是南極洲的島嶼，位於麥克羅伯特森地，處於霍姆灣，屬於克朗群島的一部分，根據挪威探險隊拍攝的空中照片繪入地圖，現時由南極條約體系管理。